# Малые суда Дюнкерка

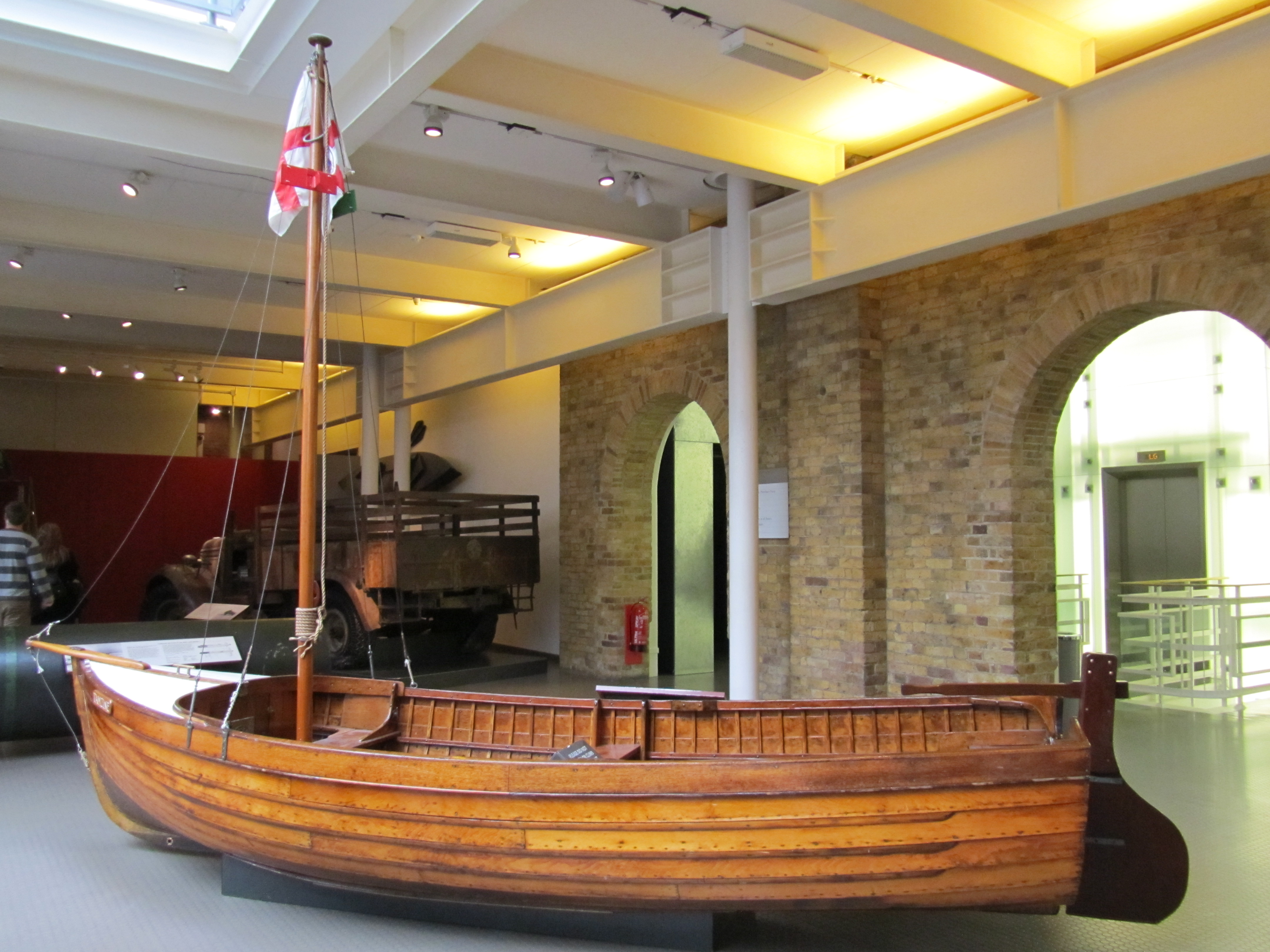
Рыбацкая лодка Tamzine длиной всего 4,5 метра — самый маленький из маленьких кораблей Дюнкерка, сейчас — часть экспозиции Имперского военного музея в Лондоне

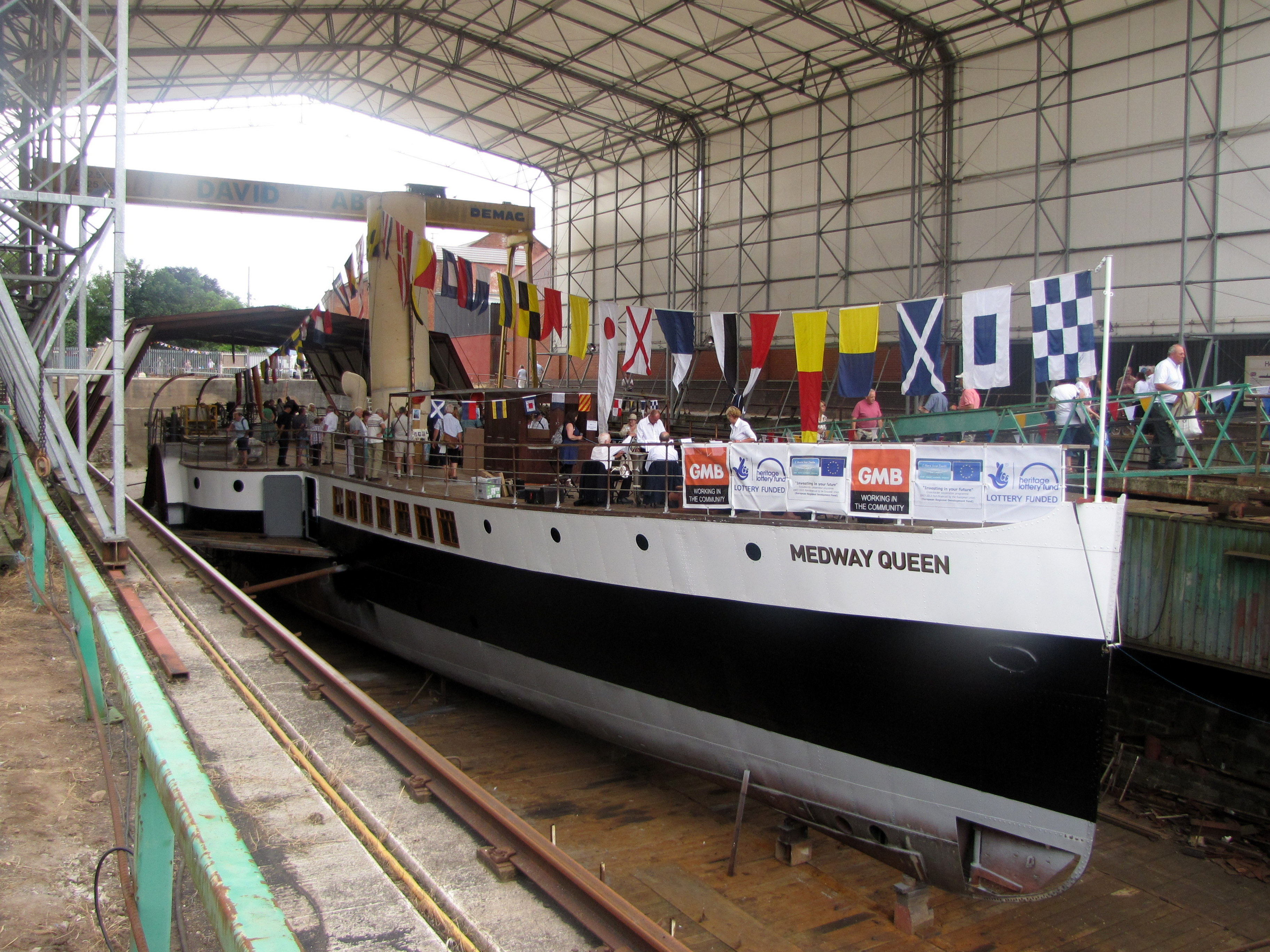
Пассажирский пароход (во время войны — минный тральщик) PS Medway Queen, эвакуировавший семь тысяч военнослужащих, и получивший за это прозвище «героиня Дюнкерка». Фото 2013 года (реставрация)

Малые суда Дюнкерка (англ. Little ships of Dunkirk) — примерно 850 небольших гражданских судов, задействованных с 26 мая по 4 июня 1940 года для эвакуации английских и французских войск из Дюнкерка во время Второй мировой войны. С их помощью были спасены 338 тысяч солдат.
Поскольку эвакуация войск производилась непосредственно с пляжа, для операции были нужны суда с минимальной осадкой. Часть из них перевозила эвакуированных на более крупные военно-морские и военно-транспортные суда, которые не могли подойти близко к берегу, часть отвозила эвакуированных сразу в Великобританию.
Реквизирование гражданских судов для операции проводилось по возможности с разрешения владельцев. Некоторые владельцы сами приняли участие в операции. В тех случаях, когда время не позволяло получить разрешение у владельцев, суда реквизировались без их ведома.
В операции использовались рыболовные, прогулочные, небольшие грузовые суда прибрежного плавания, паромы и даже частные яхты. Помимо британских, в операции использовалось относительно небольшое количество (несколько десятков) голландских и бельгийских судов.
Во время эвакуации часть этих судов была потоплена, так как сама эвакуация сопровождалась авианалетами люфтваффе.